# Arnaud Lagabbe
 (mars 2019).
Si vous disposez d'ouvrages ou d'articles de référence ou si vous connaissez des sites web de qualité traitant du thème abordé ici, merci de compléter l'article en donnant les références utiles à sa vérifiabilité et en les liant à la section « Notes et références ».
 (mars 2019).
Améliorez-le ou discutez des points à vérifier. 
Arnaud Lagabbe, dit Arno, né le 14 février 1974, est un nageur français, pratiquant le hockey subaquatique.

## Biographie
Arnaud Lagabbe est licencié au Club subaquatique de la Marsange et du Bréon (CSMB) à Fontenay-Trésigny en Seine-et-Marne, club rattaché au comité Île-de-France, et à la Fédération française d'études et de sports sous-marins (FFESSM).
Il remporte des médailles dans des compétitions internationales, comme les championnats du monde gérés par la champion du monde Confédération mondiale des activités subaquatiques (CMAS) ou les Jeux mondiaux.
En 2012, il est entraîneur national de l'équipe de France masculine de hockey subaquatique, et arbitre national.

## Palmarès

### En équipe nationale
- Double champion du monde CMAS de hockey subaquatique, en 1998 (San José, États-Unis), et  2008 (Durban, Afrique du Sud[Information douteuse]) ;
  -  Vice-champion du monde CMAS de hockey subaquatique, en 2000 (Hobart, Australie) ;
- Vainqueur aux Jeux mondiaux, en 2007 (délégation nage avec palmes admise de 2005 à 2009)[Information douteuse] ;
- Quintuple champion d'Europe CMAS de hockey subaquatique, en 1997 (Reims, France), 2003 (Saint-Marin), 2007 (Bari, Italie) (Jeux de la CMAS), 2009 (Kranj, Slovénie) (Jeux de la CMAS), et 2010 (Porto, Portugal) (Jeux de la CMAS) ;

### En club
- Huit fois vainqueur de la Coupe d'Europe des clubs, entre 2001 (1re édition) et 2011, avec le club de Fontenay-Trésigny (CSMB) ;
- Vainqueur du tournoi international de Breda, en 2007 (CSMB) ;
- Vainqueur du tournoi international de Crystal Palace (CSMB) ;
- Sextuple champion de France, en 1996, 2002, 2004, 2008, 2011, et 2012 (CSMB).